# Барба, Мече
Ме́че Ба́рба (исп. Meche Barba, Мерседес Барба Феито, исп. Mercedes Barba Feito; 24 сентября 1922, Нью-Йорк — 14 января 2000, Мехико, Мексика) — мексиканская актриса

, примадонна мексиканского кинематографа 1940-х — 1950-х годов.

## Биография
Родилась 24 сентября 1922 года в Нью-Йорке в семье известного артиста цирка и клоуна Антонио Барба. В раннем возрасте она вместе со своей семьей переехала в Мехико, где в 6-летнем возрасте стала танцовщицей, юной примадонной мексиканского танца.
В мексиканском кинематографе дебютировала в 1937 году, когда ей было пятнадцать лет и с тех пор она снялась у таких известных режиссёров как Луис Бунюэль, который снял её почти во всех фильмах. В 1937—1955 годах она снялась более чем в 35 кинокартинах.
В 1955 году решила покинуть кинематограф и посвятила свою жизнь семье, а также занималась благотворительностью.
В 1980-е годы сценарист Карлос Ромеро порекомендовал ей вернуться в кино, но уже в качестве актрисы телевидения, она не раздумывая согласилась и сыграла свои лучшие роли, одной из которых роль сестры Мерседес в телевизионном сериале «Дикая Роза», после исполнения которой она стала известной во всём мире.
Она снималась практически до самой смерти. Её последней работой был телесериал Росалинда, по завершении которой она решила оставить кинематограф из-за серьёзной болезни.
Скончалась 14 января 2000 года в Мехико от сердечной недостаточности.

## Фильмография

### Сериалы студииTelevisa
- 1987 — Пятнаднацатилетняя — эпизод
- 1987 — Дикая Роза — сестра Мерседес
- 1992 — Мария Мерседес
- 1994 — Маримар
- 1995 — Мария из предместья
- 1998 — Узурпаторша
- 1999 — Розалинда